# Vejstrup Kirke (Kolding Kommune)
 For alternative betydninger, se Vejstrup Kirke. (Se også artikler, som begynder med Vejstrup Kirke)
Vejstrup Kirke er kirke beliggende i landsbyen Sjølund, i Vejstrup Sogn og i Kolding Kommune.
Kirken består af kor, skib og et tårn, hvor langhuset er fra 1840 og tårnet er fra middelalderen. Langhuset, som er bygget af hvidkalkede mursten i nyklassicistisk stil, er opbygget som en forenklet udgave af C.F. Hansens kirke i Vonsild. 
Inde i kirken er der er den romanske døbefont af granit, som var en gave fra hotelejer Petersen, Thomsens hotel i Kolding.[kilde mangler] Både altertavle og prædikestol er fra 1875, hvor altertavlen har et billede af Kristus og den samaritanske kvinde, og prædikestolen har kors med forskellige mønstre. I 1877 fik kirken et orgel der i sommeren 2003 blev nedrevet og orglet fra Sønder Bjert er efter renovering opsat i kirken d. 3. oktober 2004.[kilde mangler]